# Mysarus peruanus
Mysarus peruanus är en skalbaggsart som beskrevs av Rudolph Petrovitz 1962. Mysarus peruanus ingår i släktet Mysarus och familjen Aphodiidae. Inga underarter finns listade i Catalogue of Life.